# فلیکس گریتزن
فلیکس گریتزن (انگلیسی: Felix Gerritzen; ۶ فوریهٔ ۱۹۲۷ – ۳ ژوئیهٔ ۲۰۰۷) بازیکن فوتبال اهل آلمان بود.
از باشگاه‌هایی که در آن بازی کرده‌است می‌توان به اشاره کرد.
وی همچنین در تیم ملی فوتبال آلمان بازی کرده‌است.